# Variable dépendante
Dans un problème, une variable dépendante est un paramètre du problème qui varie sous l'influence d'autres paramètres du système (qui eux-mêmes peuvent varier, et sont soit d'autres variables dépendantes, soit des variables indépendantes). Cela correspond le plus souvent aux paramètres endogènes, qu'on cherche à caractériser.
Par exemple, dans un problème de mécanique des fluides, les forces de pression, la température, le champ de vitesse, etc. sont des variables dépendantes, car leurs évolutions sont contrôlées par les variations du temps et de l'espace (variables indépendantes), et dans de nombreux cas, par les variations des autres variables dépendantes (par exemple, l'advection possède une composante liée à l'évolution spatiale d'une variable dépendante, sous contrôle du champ de vitesse, qui peut être une variable dépendante ou indépendante selon la nature du problème étudié : advection pure, advection-diffusion, etc.).

## En statistiques
En statistiques, une variable dépendante est un paramètre ou une caractéristique pouvant prendre au moins deux valeurs différentes dont la variation est causée par la variation d'une ou de plusieurs autres variables, à savoir, les variables indépendantes.
Dans un graphique, la variable dépendante est le Y, l'axe vertical (normativement situé à gauche dans un diagramme), techniquement appelé « axe des ordonnées ».

## En sciences sociales
Dans l'élaboration de modèles en sciences sociales, comme en psychologie, criminologie ou marketing par exemple, la méthodologie de percolation des données
se limite à quatre types de variables dépendantes, soit celles qui ont trait à un lien avec la variable indépendante de type descriptif (structurel ou fonctionnel),
d'influence, longitudinal, ou causal. Ces quatre types de liens entre variables dépendantes et indépendantes suffisent à décrire entièrement tout phénomène 
exprimé par le modèle. Les variables sont polarisées selon qu'elles sont positives ou négatives (exemple pour le positif: l'augmentation de la valeur de la variable
indépendante s'accompagne de l'augmentation de la valeur de la variable dépendante). Les variables d'influence sont divisées en deux groupes : directs et indirects. Dans le
groupe indirect se trouvent deux types de variables : modératrices ou médiatrices. La variable longitudinale (aussi nommée temporelle), peut conduire à une boucle de rétroaction,
par exemple 
dans des systèmes dynamiques,.